# 自治
自治（Self-governance, , ），又称半独立（Semi-independent, ）、自治政府（Autonomy），是一个抽象的政治学、管理学或心理学上的概念，可以从多方面理解。
自治指自己治理自己:4952，擁有自主權。自治可能指个人行为，但通常指较大规模的行为，即以一个行业、行业团体、宗教、政府等为单位的行为，例如一些国家為特定族群设立自治地方。對自身可以進行自治，對外可以行使主權的狀態，稱為獨立。

## 政治

### 含義
自治附屬於國家政治，隨著政治而產生。:3政治主體治理社會，會有意無意留下領域和事務，交由人民自己去管理。:4相對於某一地域之最高權力，這是人民自治之領域或事務，不屬於最高權力治理範圍。:4在此意義上可以看出，政治概念一經提出，就產生自治問題。:4可以推斷，自治與國家政治相對。:4沒有國家權力統一治理作為參照，也就不存在自治問題。:4-5
自治是國家政治之補充。:5要使一個國家正常健康運轉，國家政治最高權力要積極治理，必須要有自治。:5國家是社會最高公共權力，需要治理國家安全與發展、地方之間、地方與人民不能依靠其獨立力量所解決之某些領域和事務。:5除此之外，地方和人民事實上完全有能力有條件給予應有之安排和治理。:5自治有條不紊，國家最高公共權力治理領域和事務秩序井然，構成社會健康和穩定，是社會生存和生存之根本。:5
自治概念與分權概念相聯繫。:5只有權力適當分佈在中央和地方之間，地方才有自治問題；適當分佈於權力機構和公民之間，公民才有自治問題。:5-6權力在中央和地方之間分佈，是縱向分權；在權力機構和公民之間分佈，是政府與人民分權。:6沒有分權，就不存在自治。:6

### 理論
一種政治理論認為，國家權力是天經地義，理所當然為國家最高權力執掌者所有。:6在實際履行權力過程中，考慮到效率或便利等問題，中央才把某些權力轉授給地方機構、公民團體或個人。:6因為中央授予，地方機構、公民團體或個人才有某種自治權力。:6中央是國家權力之源，其他地方或個人權力都源出於此。:6
另一種政治理論認為，地方機構、公民團體或個人之所以對某些領域和事務具有自治權力，是因為它們本來就有，不是由中央授予，中央甚至不得幾任何理由加以干預。:6－7從社會契約論角度來論述，就很容易得出上述結論。:7國家產生於契約之基本形式，是社會契約論者共同看法。:7在國家產生以前，權力分散在全體人民手中，只因人人掌握權力不能使人正常生活，才交出權力组成政府。:7但在交出權力時，還保留一些無法讓與之權力。:7因此即使有統一政府，他們還是有某些固有自治權力。:7這種純邏輯推論至少說明：一、與第一種理論相反，這種理論認為權力源於社會之個人而不在中央；二、中央取得之集中統治權並不包括某些地方或個人固有之權力。:7
理論分析不能完全反映實況。:7在國家產生初期，由於國家未成熟和嚴密，很多公共事務實際都由地方機構或社區組織管理，相對於國家公共權力，自治領域極為廣泛；甚至可以說，人類最初之政治大都體現為自治政治。:7當人類政治發展到更高階段，國家公共權力之力量逐步分散，人人都有能力和條件管理自己，到時自治政治因素又會大增。:7在這個意義上，可以說自治政治是人類最終的政治。:7